# Glavna cesta 6

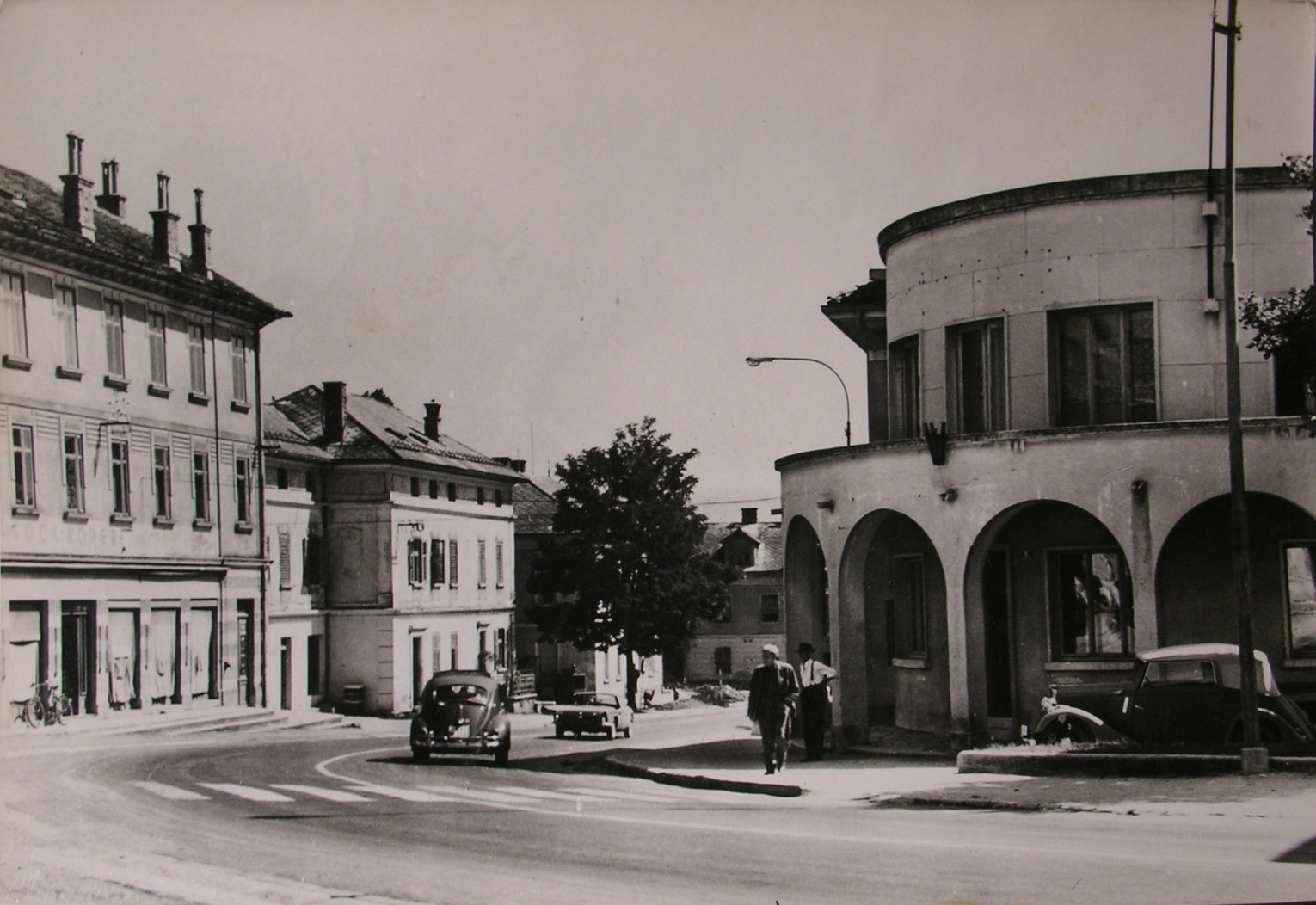
Die Glavna cesta 6 im Jahr 1964 in der Gemeinde Pivka

Die Glavna cesta 6 (slowenisch für Hauptstraße 6) ist eine Hauptstraße erster Klasse in Slowenien.

## Verlauf
Die Straße führt von Postojna (deutsch: Adelsberg) über die gleichnamige Anschlussstelle der Avtocesta A1 und weiter nach Süden über Pivka (deutsch: St. Peter in Krain) und Ilirska Bistrica (deutsch: Illyrisch Feistritz) zur slowenisch-kroatischen Grenze bei Jelšane.  Beim Übergang Rupa tritt die Straße nach Kroatien über und setzt sich dort als Autocesta A7 in Richtung Rijeka fort. Seit einigen Jahren wird eine neue, parallel verlaufende Autobahn geplant. Sie soll die Nummer A6 erhalten. Durch die neue Autobahn soll die Glavna cesta 6 entlastet werden, da diese Straße in der Sommersaison sehr stark belastet ist und es in Richtung der kroatischen Grenze oft zu kilometerlangen Staus kommt. 
Die Länge der Straße beträgt 43,2 km.

## Geschichte
Vor 1998 trug die Straße die aus jugoslawischer Zeit übernommene Nummer M10.4.